# Complexul Muzeal de Științele Naturii „Răsvan Angheluță” din Galați
Complexul Muzeal de Științele Naturii „Răzvan Angheluță” este un muzeu județean din Galați, amplasat în Str. Regiment 11 Siret nr. 6A, aproape de faleza Dunării, fiind denumit și Grădina Botanică sau Parcul Dendrologic. Grădina domină malul stâng al Dunării, ocupând o suprafață de 18 hectare. Actualmente, în structura sa se află și Grădina Zoologică din Pădurea Gârboavele, județul Galați.
Muzeul s-a înființat în anul 1956, într-o clădire situată central, pe baza unei colecții de geologie - mineralogie privată (colecția Pasha), la care s-a adăugat o expoziție de faună prezentată dioramatic și un acvariu cu pești exotici. În 1972, expoziția a fost dezafectată din cauza stării necorespunzătoare a clădirii și colecțiile au fost depozitate într-o școală, până în 1976, când muzeul a primit un nou sediu. În 1978, în sediul din str. Domnească 91 s-a deschis expoziția de bază, ce trata probleme de ecologie ale păsărilor din zona de sud-est a României. Din 1990, muzeul s-a transformat într-o instituție complexă, cu următoarea structură: muzeu, acvariu, planetariu, grădină botanică, grădină zoologică.
Din 1992 a început construirea complexului muzeal actual, situat de-a lungul falezei Dunării. Complexul a fost dat în circuit public în anul 2003 și cuprinde: acvariu, depozitele științifice și laboratoare (la demisol), Auditorium⁠(en)[traduceți] de 150 de locuri și spațiu de expoziții temporare (la etajul I), planetarium (la etajul II).
Patrimoniul muzeului depășește 60.000 de piese științifice, ordonate pe colecții:
- geologie - mineralogie,
- malacologie,
- entomologie,
- ihtiologie,
- ornitologie,
- mamalogie.

Acvariul are ca tematică ihtiofauna rară și foarte rară din bazinul hidrologic al Dunării, fauna Mării Mediterane și peștii exotici.
Planetariul are o cupolă cu diametrul de 7 metri, vizitatorul având aici posibilitatea de a călători imaginar în toate colțurile Universului vizionând proiecții precum: "Sistemul Solar", "Gigantii Sistemului Solar", "Nebuloase și Roiuri stelare". De asemenea, in cadrul planetariului se desfășoară foarte multe programe educaționale, precum Astroclubul "Calin Popovici" sau programul "Să cunoaștem Soarele", adresat elevilor claselor V-XII.
Observatorul astronomic din Galați, din cadrul aceluiași Complex, este unul dintre cele mai importante din Sud-estul Europei. Inaugurat în martie 2010, acesta era la acea vreme singurul din România prevăzut cu un acoperiș tractabil și cu un telescop principal cu sistem optic Ritchey - Chretien cu diametrul oglinzii principale de 400 mm. Pe terasa de observații astronomice, cea mai mare din România, cu o suprafață de 250 mp, se vor organiza observații cu publicul, folosind diverse instrumente: 2 telescoape cu diametrul oglinzii principale de 300 și de 400 mm, 2 telescoape cu diametrul oglinzii de 200 și de 250 mm pentru observațiile nocturne, sau luneta Coronado SolarMax cu diametrul obiectivului de 60 mm - unică în România - pentru observații solare în H-alfa, pe timpul zilei. Activitatea desfășurată aici a dus și la succese: în colaborare cu Astroclubul «Călin Popovici» au fost descoperite două stele variabile, numite „Galați V1” și „Galați V2”. 
Grădina botanică a fost înființată în 1992 ca parte componentă a Complexului Muzeal de Științe ale Naturii. Prima plantare s-a efectuat în 1994. În 1996 specialiștii acestei instituții au contribuit la elaborarea primului catalog de semințe. Astăzi Grădina are peste 3.000 de taxoni în următoarele sectoare:
- Flora de pe Glob;
- Flora și vegetația României (5,3 ha);
- Flora ornamentală;
- rosarium⁠(en)[traduceți];
- Plante utile;
- Serele, cu o suprafață de 2.500 mp.

De asemenea, au fost organizate o colecție de citrice și o grădină japoneză, iar în anul 2002 au fost incluse în circuitul public 25.000 mp de seră cu palmieri.
Grădina zoologică, organizată pe o suprafață de circa 7 ha, este situată la 17 km NV de Galați, în Pădurea Gârboavele - rezervație științifică pe raza comunei Tulucești. Tema sa este "Păsări și mamifere rare și foarte rare din Eurasia". Patrimoniul zoologic este format din circa 90 de exemplare din 23 de specii. Pentru agrement, se poate practica echitația, aici existând cai antrenați în acest scop, precum și un manej amenajat și personal instruit. De asemenea, complexul de agrement posedă piscină, mese de tenis și biliard, lac artificial pentru pescuit, amenajare tir sportiv, teren de sport polivalent cu gazon artificial și nocturnă, bar de zi, terasă și parcare. În apropiere, se poate vizita Muzeul satului, un muzeu etno-cultural ce restaurează lumea satelor de pe ambele maluri ale Prutului, din sudul Moldovei și Basarabia. 
Gradina Zoologica din Galati cuprinde urmatoarele specii:(cateva)
Tigrul siberian
Leul African
Lupul comun
Ursul brun
Lama
Muflonul
Alpaca
Coati Nasua
Ratonul
Lebada
Tapul
Cerbul lopatar
Intrarea la Gradina Zoologica, respectiv Gradina Botanica costa 1,5 lei pentru copil si 6 lei pentdu adult.
Gradina Zoologica in sine este plasata la poalele Padurii Garboavele, la aproximativ 14-18 km de Galati, aceasta diind mai aproape de Tulucesti.